# Manaslu
Manaslu (मनास्लु, također Kutang) je planina u Nepalu, u planinskom lancu Mansiri Himal, koji je dio lanca Himalaje. Jedna od ukupno četrnaest planina viših od 8000 metara, i s 8156 metara nadmorske visine, osma najviša planina na svijetu.

## Opis
Manaslu, čiji naziv vuče korijen od sanskrtske riječi Manasa, u prevodu "Planina duha", najviša je planina u nepalskom distriktu Lamjung. Locirana je oko 65 km istočno od Annapurne, desete najviše planine na svijetu. Dugački hrbati i ledenjaci u dolinama pružaju pristupačne prilaze iz svih smjerova planini koja kulminira strmo uzdignutim vrhuncem nad okolnim pejzažom, što je vrlo prepoznatljiva pojava na velikim udaljenostima.

## Usponi
1950. H.W. Tilman ustanovio je mogućnost uspona na vrh po sjeveroistočnoj strani. 1952. japanski istraživački tim dostigao je na istočnoj strani 5275 m nadmorske visine, dok je iduće godine japanska ekspedicija s 15 penjača pokušala uspon na vrh, no samo su tri alpinista dosegla 7750 m prije odustajanja. 1956., također japanski tim postiže prvi uspješan uspon s penjačima Toshiom Imanishijem i nepalskim Sherpom Gyalzenom Norbuom. 1971., Kazuharu Kohara i Motoki, članovi jedanaestoročlane ekspedicije uspinju se na vrh po sjeverozapadnoj hridi, dok je iduće godine austrijski tim osvojio vrhunac usponom po jugozapadnoj strani. 1974., isključivo ženska japanska ekspedicija, uspinje se na vrh Manaslua, te Naoko Nakaseko, Masako Uchida i Mieko Mori postaju prve žene koje su osvojile planinski vrh iznad 8000 metara 
visine. 1984., Poljaci Maciej Berbeka i Ryszard Gajewski postižu prvi uspon za vrijeme zime, po standardnom putu uspona.

## Galerija
- 2006.
- Manaslu u zoru.
- Pogled iz baznog logora.

## Vanjske poveznice
- peakware.com  Arhivirana inačica izvorne stranice od 12. svibnja 2013. (Wayback Machine)
- Kompjutorski generirane panorame s vrhunca Sjever , i Jug
- everestnews.com
- summitpost.org
- myhimalayas.com